# فيكتور وولفسن
فيكتور وولفسن (بالإنجليزية: Victor Wolfson)‏‏ (8 مارس 1909 - 24 مايو 1990 ) روائي من الولايات المتحدة.

## الجوائز
- جائزة إيمي

## روابط خارجية
- فيكتور وولفسن على موقع IMDb (الإنجليزية)
- فيكتور وولفسن على موقع قاعدة بيانات برودواي على الإنترنت (الإنجليزية)
- فيكتور وولفسن على موقع قاعدة بيانات برودواي على الإنترنت (الإنجليزية)
- فيكتور وولفسن على موقع قاعدة بيانات الفيلم (الإنجليزية)